# Ornmol
Ornmol (englischer Festivaltitel White Ochre) ist ein dokumentarischer australischer Kurzfilm unter der Regie von Marlikka Perdrisat aus dem Jahr 2025. Der Film soll im Februar 2025 auf der Berlinale seine Weltpremiere in der Sektion Berlinale Generation feiern.

## Handlung
In der kleinen Gemeinde Kupungarri im Nordwesten Australiens ist die Natur so unberührt wie nur noch an wenigen Orten auf der Erde. Durch eine enge Verbindung zum Land und zur Tradition wird versucht, schon kleine Kinder in ihrem Selbstbewusstsein zu fördern. Der Film dokumentiert die Vorbereitung zum Mowanjum-Fest, dem größten Ereignis des Jahres, bei dem sich die Aufregung nach und nach steigert. Gezeigt wird, wie die gelebte Praxis des Joonba von Kindern umgesetzt wird, die das Wissen wach halten und später weitergeben sollen. Der Film folgt Kindern mit wesentlichen Tanzrollen und zeigt deren Verbindung zum Joonba.

## Produktion

### Filmstab
Regie führte Marlikka Perdrisat, von der auch das Drehbuch stammt. Die Kameraführung lag in den Händen von Harry Jak, die Musik komponierte Jeff Lang und für den Filmschnitt waren Lindi Harrison und Marlikka Perdrisat verantwortlich.  
Zu sehen sind Ayeshiar Divilli, Rozarrh Divilli, Leqaize Williams, Anrellah Wilson und Phillip Wilson. 

### Produktion und Förderungen
Produziert wurde der Film von Jayde Harding, Anna Kaplan und Marlikka Perdrisat. 

### Dreharbeiten und Veröffentlichung
Der Film soll im Februar 2025 auf der Berlinale seine Weltpremiere in der Sektion Berlinale Generation feiern. Für den Filmstart in Australien ist der 1. Dezember 2025 vorgesehen.

## Sachlicher Hintergrund
Die Dorfältesten geben in dieser Gegend ihr Wissen über eine Joonba genannte Vermittlungsform weiter, die in der Kunst und Kultur der Aborigines im Norden Westaustraliens verwurzelt ist. Entlang des roten Fadens einer Erzählung reihen sich Gesang und Tanz, aber auch Malerei- und Theaterelemente sind darin enthalten. Geschichten und Geschichte werden wahrnehmbar gemacht.
Das Mowanjum Aboriginal Art and Cultural Centre ist ein Kulturzentrum für die Worrorra, Ngarinyin and Wunumbal, aus denen die Mowanjum-Gruppe in der Nähe von Derby besteht. Diese drei Sprachgruppen glauben an Wondjina, eine heilige Schöpferkraft, und wachen über deren Gesetze und kulturelle Repräsentation. Im Kulturzentrum werden Ausstellungen, Workshops und andere Projekte veranstaltet, ebenso wie das Mowanjum-Fest, eines der Aborigines-Feste mit der längsten Tradition.

## Auszeichnungen und Nominierungen
- 2025: Internationale Filmfestspiele Berlin